# Barbra Joan Streisand
Barbra Joan Streisand é o décimo terceiro álbum de estúdio de Barbra Streisand, lançado em agosto de 1971 pela Columbia Records. Foi seu segundo consecutivo produzido por Richard Perry e conta com o apoio de membros da banda feminina Fanny.
Da mesma forma que seus dois antecessores, a cantora continuou a optar por um repertório mais contemporâneo, desta vez escolhendo três canções de Carole King, duas de John Lennon, duas de Burt Bacharach e Hal David em forma medley, e uma de Laura Nyro e do trio Michel Legrand, Marilyn Bergman e Alan Bergman.
Três singles foram lançados para promovê-lo, "Where You Lead", "Mother" e "Space Captain", dois dos quais tiveram um desempenho moderado na parada Billboard Hot 100 e foram um sucesso na parada Adult Contemporary. 
A recepção de críticos foi favorável, da mesma forma que seu desempenho comercial. Recebeu discos de ouro em três países, a saber: Estados Unidos, Bélgica e Suécia.

## Produção e lançamento
No final dos anos 1960, a Columbia Records começou a pressionar Barbra para gravar canções mais contemporâneas, já que as suas, até então, consistiam em canções no estilo das big band, musicais da Broadway e cabarés. A primeira tentativa falhou e What About Today?, de 1969 , tornou-se o primeiro fracasso de vendas na carreira da cantora. O sucesso viria a seguir com Stoney End que vendeu mais de um milhão de cópias apenas nos Estados Unidos.
Com Barbra Joan Streisand, a cantora continuou a escolher um repertório mais atual, e inclui canções de muitos cantores e compositores contemporâneos da época, incluindo John Lennon, Laura Nyro e três seleções de Tapestry, da Carole King, de 1971. Também inclui a primeira gravação de "I Mean to Shine", escrita pela então desconhecida dupla Steely Dan, formada por Donald Fagen e Walter Becker (Steely Dan não lançaria seu primeiro disco até o ano seguinte). O LP foi lançado no formato quadrifônico, tendo as faixas "Beautiful" e "Mother" diferenças notáveis em relação a edição regular.
Três singles foram lançados para promovê-lo. O primeiro o da música "Where You Lead", composta por King e lançada nos Estados Unidos como single em junho de 1971. Alcançou a posição de número quarenta na Billboard Hot 100 e número três na Adult Contemporary.
"Mother" foi lançado como o segundo single, alcançou a posição de número 79 na Billboard Hot 100 e a posição de número 24 na tabela Adult Contempory.
O terceiro e último single "Space Captain", não apareceu nas paradas de sucesso.

## Recepção crítica
| Críticas profissionais            | Críticas profissionais |
| Avaliações da crítica             | Avaliações da crítica  |
| Fonte                             | Avaliação              |
| --------------------------------- | ---------------------- |
| AllMusic                          | [ 7 ]                  |
| Billboard                         | Favorável              |
| The Encyclopedia of Popular Music | [ 8 ]                  |
| Rolling Stone                     | Desfavorável           |

A recepção dos críticos de música foi favorável. 
William Ruhlmann, do site AllMusic, avaliou com quatro estrelas e meia de cinco e escreveu que embora a cantora "não tenha sido capaz de fazer a transição final para o reino do pop/rock" pelo fato de não compor suas canções, ela foi bastante eficaz em "fazer das canções de outras pessoas as suas".
A revista Billboard escreveu que o repertório estava "bom" e elegeu as músicas "Where You Lead", "Love", "Space Captain" e "Beautiful" como os destaques.
Stephen Holden, da revista Rolling Stone fez uma crítica desfavorável e escreveu que Streisand "invariavelmente dramatiza e estiliza tudo o que ela canta". Ele elogiou as canções "Since I Fell For You" e "The Summer Knows", mas em relação as composições de Carole King e as de John Lennon que ela gravou, ele escreveu: "Deus, proíba".
A The Encyclopedia of Popular Music avaliou com três estrelas de cinco.

## Desempenho comercial
Comercialmente, alcançou a décima primeira posição na parada de álbuns Billboard 200 e foi certificado com um disco de ouro pela RIAA. Alcançou a posição #25 no Canadá. Apareceu na posição #99 na parada de final de ano (de 1971) da revista Cash Box.
De acordo com o encarte do box de retrospectiva de Streisand, Just for the Record..., recebeu certificação em mais dois países:  Bélgica e Suécia.

## Lista de faixas
Crédtios adaptados do álbum Barbra Joan Streisand, lançado em 1971.
| N.º | Título                                                  | Compositor(es)                                | Duração |  |
| 1.  | "Beautiful"                                             | Carole King                                   | 2:15    |  |
| 2.  | "Love"                                                  | John Lennon                                   | 3:06    |  |
| 3.  | "Where You Lead"                                        | Carole King, Toni Stern                       | 2:58    |  |
| 4.  | "I Never Meant To Hurt You"                             | Laura Nyro                                    | 3:51    |  |
| 5.  | "Medley: One Less Bell to Answer/A House Is Not a Home" | Burt Bacharach, HalDavid                      | 6:33    |  |
| 6.  | "Space Captain"                                         | Matthew Moore                                 | 3:22    |  |
| 7.  | "Since I Fell for You"                                  | Buddy Johnson                                 | 3:27    |  |
| 8.  | "Mother"                                                | John Lennon                                   | 4:40    |  |
| 9.  | "The Summer Knows"                                      | Michel LeGrand, Marilyn Bergman, Alan Bergman | 3:43    |  |
| 10. | "I Mean to Shine"                                       | Donald Fagen, Walter Becker                   | 2:55    |  |
| 11. | "You've Got a Friend"                                   | Carole King                                   | 4:54    |  |

## Tabelas

### Tabelas semanais
| Tabela musical                 | Melhor posição |
| ------------------------------ | -------------- |
| Estados Unidos (Billboard 200) | 11             |

## Certificações e vendas
| País                  | Certificação | Vendas  |
| --------------------- | ------------ | ------- |
| Bélgica (BEA)         | Ouro         | 25,000  |
| Estados Unidos (RIAA) | Ouro         | 500,000 |
| Suécia (GLF)          | Ouro         | 50,000  |